# Ablepharus kitaibelii
Ablepharus kitaibelii là một loài thằn lằn trong họ Scincidae. Loài này được Bibron & Bory St-Vincent mô tả khoa học đầu tiên năm 1833.

## Hình ảnh

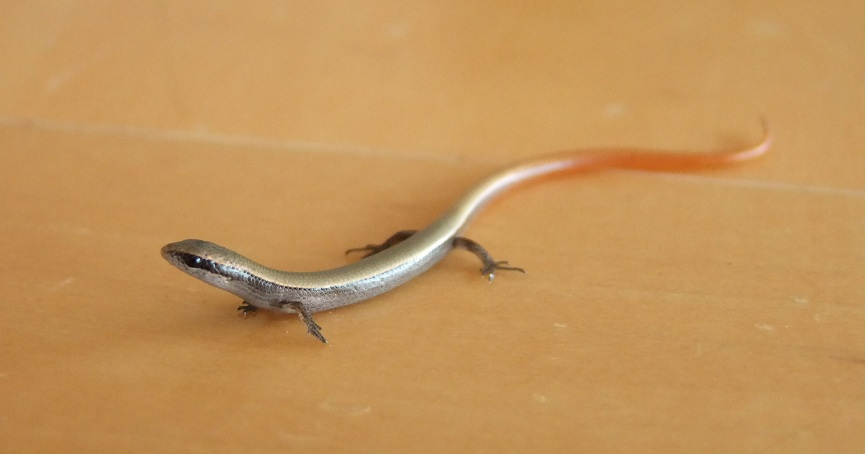